# Капельский переулок
Капельский переу́лок (В XIX веке — Троицкий переулок) — переулок в Центральном административном округе города Москвы. Проходит от улицы Щепкина до проспекта Мира. Нумерация домов ведётся от улицы Щепкина.

## Происхождение названия
Название получил в XVIII веке по речке Капельке (Капле), протекавшей вблизи в направлении Капельского и Самарского переулков и впадавшей в реку Напрудную у парка Екатерининского института. В XIX веке назывался Троицким переулком — по находившейся здесь церкви Живоначальной Троицы, «что на Капельках». В конце XIX века для устранения одноимённости вновь получил прежнее имя. Возведённый в 1708—1712 годах на «мирские» пожертвования и на пожалования Екатерины I и перестроенный в 1907—1908 годах по проекту архитектора И. С. Кузнецова с сооружением большой трапезной с приделами Св. Иоанна Воина и Митрофания Воронежского храм находился на месте нынешнего д. 51 на углу с проспектом Мира и был снесён в 1931—1932 годах (на его месте к 1938 году появился жилой дом для ТАСС с колоннадой первого этажа по проспекту Мира, 51 по проекту архитектора Г. И. Глущенко; в 1953 году добавлена угловая башня).
В народе происхождение названия Троицкой церкви, давшей название переулку, фольклорно объясняли словом «капля», которая остаётся на дне стакана с водкой, так как храм выстроили на доходы, якобы полученные от водочных остатков содержателем кабака, стоявшего недалеко от церкви. Автор «Седой старины Москвы» (1893), И. К. Кондратьев так пересказал бытовавшую легенду:
«Невдалеке от Троицкой церкви находился кабак. Целовальник его, а по-тогдашнему, полный хозяин, древний почтенный старик, славился своей хорошей жизнью и долгое время был церковным старостой при этой церкви.

Ему пришла благая мысль употребить всё своё наличное состояние на построение нового каменного храма на месте старого. Но для этого дела не достало бы его собственного капитала, а собирать прямо на построение церкви ему не хотелось, и он придумал простое средство. Кабак его стоял на большой Троицкой дороге и посетителей у старика-целовальника всегда было много. С тех пор, как старик возымел благочестивую мысль о построении храма, он каждого из своих посетителей просил не допивать всего налитого ему вина, а слить „капельку“ на церковь.»

## Примечательные здания и сооружения
По нечётной стороне:
- № 13 — особняк А. А. Холодилина.
- № 49А (адрес по проспекту Мира) — доходный дом В. В. Назаревского (1904, архитектор И. П. Машков). Фасад отделан изразцами Абрамцевской мастерской по рисунку М. А. Врубеля[1].Частично перестроен в 1914—1916 годах архитектором В. И. Мотылевым.
- № 49 (угол проспекта Мира) — здание Министерства угольной промышленности (1950, архитекторы К. М. Метельский, Б. С. Виленкин, Б. С. Бабьев).

По чётной стороне:
- № 8, стр.1 — доходный дом Н. К. Баева (1912—1913, архитектор И. С. Кузнецов).

## Общественный транспорт
По переулку не проходят маршруты общественного транспорта. В конце переулка на проспекте Мира имеется одноимённая остановка электробусов № м2, м9, н6. Также на Орлово-Давыдовском переулке имеется одноимённая остановка автобусов № 604 и c585.